# Estefanía Veloz
Estefanía Veloz (San Diego, California; 14 de junio de 1994) es una presentadora de televisión, analista político, columnista, activista y abogada estadounidense. Es presentadora del programa «De Buena Fe» en el Canal Once del Instituto Politécnico Nacional.

## Biografía
Nació el 14 de junio de 1994 en San Diego, California, es hija del político, activista y arquitecto Jaime Martínez Veloz y Onica Mora Rodríguez. Es  activista por los derechos sexuales y reproductivos de las mujeres. presentadora de televisión, analista política, columnista en Milenio  y abogada. Estudió la licenciatura en derecho por la Universidad de las Américas de la Ciudad de México y tiene un diplomado en Igualdad de género, políticas públicas, legislación y liderazgo por el Instituto Tecnológico Autónomo de México.

## Carrera
Actualmente en el año 2025 es panelista de un programa en el canal de YouTube “La Base América Latina”, También trabajó en el programa De Buena Fe, producido y emitido por el Canal 11 del Instituto Politécnico Nacional. Asimismo, es panelista en el programa “Punto y Contrapunto” con Genaro Lozano, transmitido en FORO TV.
El 8 de marzo de 2021, Veloz anunció su renuncia a la militancia de Morena, algo que había señalado previamente debido a su posición en contra de la candidatura a la gubernatura en el Estado de Guerrero de Félix Salgado Macedonio.